# Txiayi
Txiayi o Chiayi (/ˈdʒjɑːˈiː/, hokkien taiwanès POJ: Ka-gī; xinès: 嘉義), coneguda oficialment com a ciutat de Txiayi, és una ciutat de Taiwan, a la República de la Xina, situada a les planes del sud-oest de Taiwan envoltada pel comtat o comarca de Txiayi, amb una població de 263.188 habitants al gener de 2023.
Els hoanya van habitar l'actual Txiayi (amb el seu nom històric Tirosen) abans de l'arribada dels xinesos Han a Taiwan i va ser governada pels neerlandesos i el Regne de Tungning amb diversos noms. Durant la dinastia Qing, Tirosen va ser governada com a part de la prefectura de Taiwan a Fujian sota el comtat de Zhuluo i la ciutat va ser rebatejada com Kagee el 1787. La ciutat va tornar a ser anomenada Kagi durant l'època japonesa, però el terratrèmol va destruir gran part de la ciutat. Kagi es va administrar com a part de la prefectura de Tainan a partir de 1920. Després de la rendició del Japó, la República de la Xina, que va deposar els Qing el 1911, va prendre el control de la ciutat el 1945 com a ciutat de Txiayi i va passar a ser administrada com a ciutat provincial de la província de Taiwan abans. Es va integrar al comtat de Txiayi el 1950 com a ciutat administrada pel comtat i després va restaurar el seu estatus de ciutat provincial el 1982. El 1998, la província de Taiwan es va simplificar i la ciutat de Txiayi va passar a ser governada directament pel Yuan executiu.
La ciutat és coneguda per la zona paisatgística nacional d'Alishan i el clima subtropical humit càlid als mesos d'estiu. Amb les fites del domini colonial japonès, la ciutat de Txiayi té el sistema ferroviari al voltant de l'illa i el ferrocarril del bosc d'Alishan, on la ciutat és el punt de partida, al costat de diversos temples japonesos.

## Geografia
La ciutat de Txiayi es troba al costat nord de la plana de Chianan, al sud-oest de l'illa de Taiwan. Al costat est hi ha el mont Ali, al costat oest hi ha l'aeroport de Txiayi, al costat nord hi ha el riu Puzi i al costat sud hi ha el riu Bazhang. La distància d'est a oest de la ciutat de Chiayi és de 15,8 km i de nord a sud és de 10,5 km amb una superfície total de 60,0256 km². La ciutat de Txiayi està completament envoltada pel comtat de Txiayi. Bona part de la superfície de la ciutat de Txiayi són àmplies planes fèrtils planes. El terreny puja lentament d'oest a est. Txiayi també és una de les ciutats taiwaneses més properes al Tròpic de Càncer, amb la línia latitudinal que es troba just al sud de la ciutat.

### Clima
La ciutat de Txiayi té un clima subtropical càlid i humit (Köppen Cwa) que limita de prop amb un autèntic clima tropical. Els vents del nord-est durant la tardor i l'hivern fan que les pluges siguin més escasses durant aquest temps, mentre que els vents del sud-oest durant l'estiu i la part final de la primavera aporten la major part de les pluges de l'any, amb més del 60% concentrades de juny a agost. La humitat és alta durant tot l'any, fins i tot a l'hivern.